# Gaetano Manna
Pour les articles homonymes, voir Manna.
Gaetano Manna (né le 12 mai 1751 à Naples, et mort en 1804 à Naples) est un compositeur italien.

## Biographie
Fils du claveciniste Giacinto Manna et d'Antonia Giuda, il a été formé musicalement au Conservatoire de Santa Maria di Loreto avec comme professeurs Pietro Antonio Gallo, primo maestro de l'institut, et Fedele Fenaroli, secondo maestro. En 1778, après ses études, il est devenu maître de chapelle à la Basilique de la Sainte Annonciation Majeure à Naples, prenant la succession de son oncle Gennaro Manna. Il a occupé d'autres postes dans d'autres églises napolitaines, parmi lesquels celui de second maître de la cathédrale de Naples et celui de maître de chapelle à l'Oratoire de saint Philippe.
Le traitement des parties solistes de ses œuvres de musique sacrée suit le style de l'oncle Gennaro. Gaetano Manna est représentatif en compagnie de son contemporain Giovanni Paisiello et de Niccolò Antonio Zingarelli, de la dernière phase de la musique sacrée napolitaine du XVIIIe siècle.

## Œuvres
- Il trionfo di Maria Vergine (oratorio, 1783, Naples)
- Festeggiandosi la traslazione del sangue del glorioso vescovo e martire San Gennaro (cantate, G. di Silva, 1788, Naples)
- Varie parti di messe e lamentazioni
- Lezione terza del Venerdì Santo
- Litania per San Nicola la Carità (1776)
- Mottetto a più voci (1780)
- Tota pulcra per la Maddalena per 1 voce e strumenti (1773)